# Listă a statelor SUA după sediile guvernelor statelor - Capitolii
Acest articol este o listă a statelor SUA aranjate după sediile guvernelor statelor - Capitolii. A nu se confunda clădirea în sine, capitoliu, care este sediul unui guvern, al unui stat sau al guvernului federal al Statelor Unite, cu noțiunea de capitală pentru care există o altă listă. 
| Capitala statului            | Capitoliul statului          | Anul construcției prezentului capitoliu                                        |
| ---------------------------- | ---------------------------- | ------------------------------------------------------------------------------ |
| Montgomery, Alabama          | Alabama State Capitol        | 1851                                                                           |
| Juneau, Alaska               | Alaska State Capitol         | 1929 – 1931                                                                    |
| Phoenix, Arizona             | Arizona State Capitol        | 1899 – 1900                                                                    |
| Little Rock, Arkansas        | Arkansas State Capitol       | 1895 – 1915                                                                    |
| Sacramento, California       | California State Capitol     | 1860 – 1874                                                                    |
| Denver, Colorado             | Colorado State Capitol       | 1886 – 1907                                                                    |
| Hartford, Connecticut        | Connecticut State Capitol    | 1872 – 1879                                                                    |
| Dover, Delaware              | Delaware State Capitol       | 1933                                                                           |
| Tallahassee, Florida         | Florida State Capitol        | 1973 – 1977                                                                    |
| Atlanta, Georgia             | Georgia State Capitol        | 1883 – 1889                                                                    |
| Honolulu, Hawaii             | Hawaii State Capitol         | 1960 – 1969                                                                    |
| Boise, Idaho                 | Idaho State Capitol          | 1905 – 1913, 1919 – 1920 (adăugare de aripi)                                   |
| Springfield, Illinois        | Illinois State Capitol       | 1867 – 1876 (design), 1884 – 1887 (construcție)                                |
| Indianapolis, Indiana        | Indiana State House          | 1877 – 1887 ( Arhivat în 24 august 2006, la Wayback Machine.)                  |
| Des Moines, Iowa             | Iowa State Capitol           | 1870 – 1886                                                                    |
| Topeka, Kansas               | Kansas State Capitol         | 1866 – 1873 (aripa de est), 1879 – 1881 (aripa de vest), 1884 – 1906 (centrul) |
| Frankfort, Kentucky          | Kentucky State Capitol       | 1905 – 1910                                                                    |
| Baton Rouge, Louisiana       | Louisiana State Capitol      | 1930 – 1932                                                                    |
| Augusta, Maine               | Maine State House            | 1828 – 1832, 1889 – 1891 (adăugarea unei aripi), 1909 – 1911 (alte aripi)      |
| Annapolis, Maryland          | Maryland State House         | 1772 – 1779                                                                    |
| Boston, Massachusetts        | Massachusetts State House    | 1795 – 1798                                                                    |
| Lansing, Michigan            | Michigan State Capitol       | 1871 – 1878                                                                    |
| Saint Paul, Minnesota        | Minnesota State Capitol      | 1893 – 1905                                                                    |
| Jackson, Mississippi         | Mississippi State Capitol    | 1901 – 1903                                                                    |
| Jefferson City, Missouri     | Missouri State Capitol       | 1911 – 1917                                                                    |
| Helena, Montana              | Montana State Capitol        | 1896 – 1902, 1909 – 1912 (adăugarea unor aripi)                                |
| Lincoln, Nebraska            | Nebraska State Capitol       | 1919 – 1932                                                                    |
| Carson City, Nevada          | Nevada State Capitol         | 1869 – 1871                                                                    |
| Concord, New Hampshire       | New Hampshire State House    | 1815 – 1818                                                                    |
| Trenton, New Jersey          | New Jersey State House       | 1792                                                                           |
| Santa Fe, New Mexico         | New Mexico State Capitol     | 1964 – 1966                                                                    |
| Albany, New York             | New York State Capitol       | 1867 – 1875                                                                    |
| Raleigh, Carolina de Nord    | North Carolina State Capitol | 1833 (Completed 1840 per North Carolina page)                                  |
| Bismarck, Dakota de Nord     | North Dakota State Capitol   | 1920 – 1924, 1931 – 1934 (turnul cu birouri, aripă)                            |
| Columbus, Ohio               | Ohio Statehouse              | 1838 – 1840                                                                    |
| Oklahoma City, Oklahoma      | Oklahoma State Capitol       | 1914 – 1917, 2000 - 2002 (domul)                                               |
| Salem, Oregon                | Oregon State Capitol         | 1935, 1977 (aripi)                                                             |
| Harrisburg, Pennsylvania     | Pennsylvania State Capitol   | 1898 – 1902 / 1903                                                             |
| Providence, Rhode Island     | Rhode Island State House     | 1895 – 1904                                                                    |
| Columbia, Carolina de Sud    | South Carolina State House   | 1854 – 1865                                                                    |
| Pierre, Dakota de Sud        | South Dakota State Capitol   | 1905 – 1911                                                                    |
| Nashville, Tennessee         | Tennessee State Capitol      | 1845 – 1854                                                                    |
| Austin, Texas                | Texas State Capitol          | 1881 – 1888                                                                    |
| Salt Lake City, Utah         | Utah State Capitol           | 1911 – 1916                                                                    |
| Montpelier, Vermont          | Vermont State House          | 1834 – 1836                                                                    |
| Richmond, Virginia           | Virginia State Capitol       | 1785 – 1790, 1904 – 1906 (aripi)                                               |
| Olympia, Washington          | Washington State Capitol     | 1919 – 1928 (clădirea legislativă)                                             |
| Charleston, Virginia de Vest | West Virginia State Capitol  | 1924 – 1932                                                                    |
| Madison, Wisconsin           | Wisconsin State Capitol      | 1906 – 1917                                                                    |
| Cheyenne, Wyoming            | Wyoming State Capitol        | 1886 – 1890, 1915 – 1917 (Locația Senatului și a House of Representative)      |

## O galerie de capitolii ale unor state

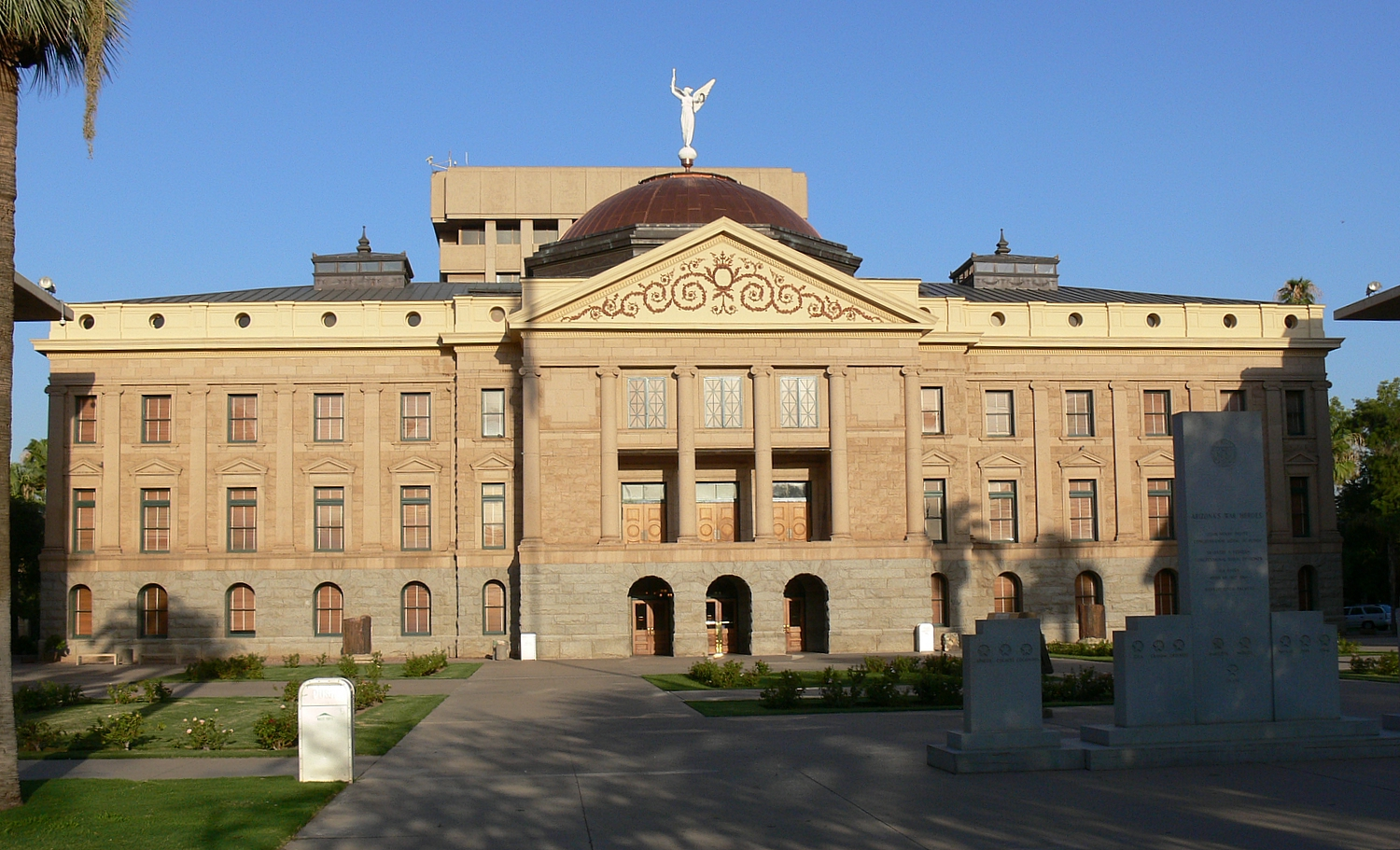
Arizona
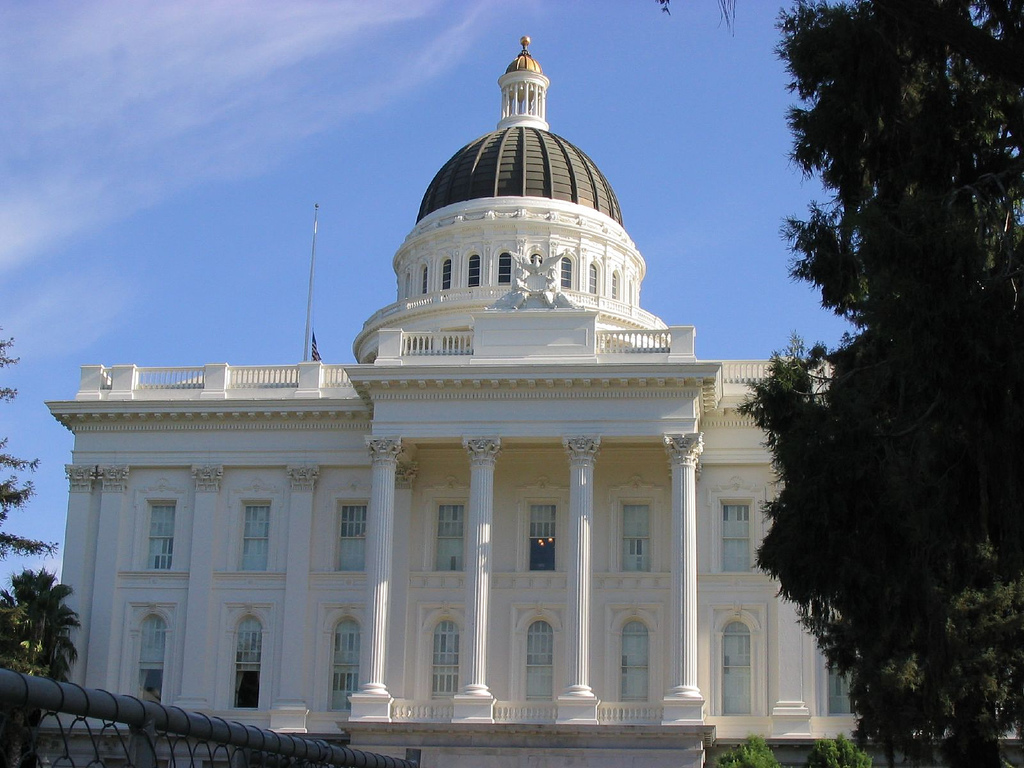
California
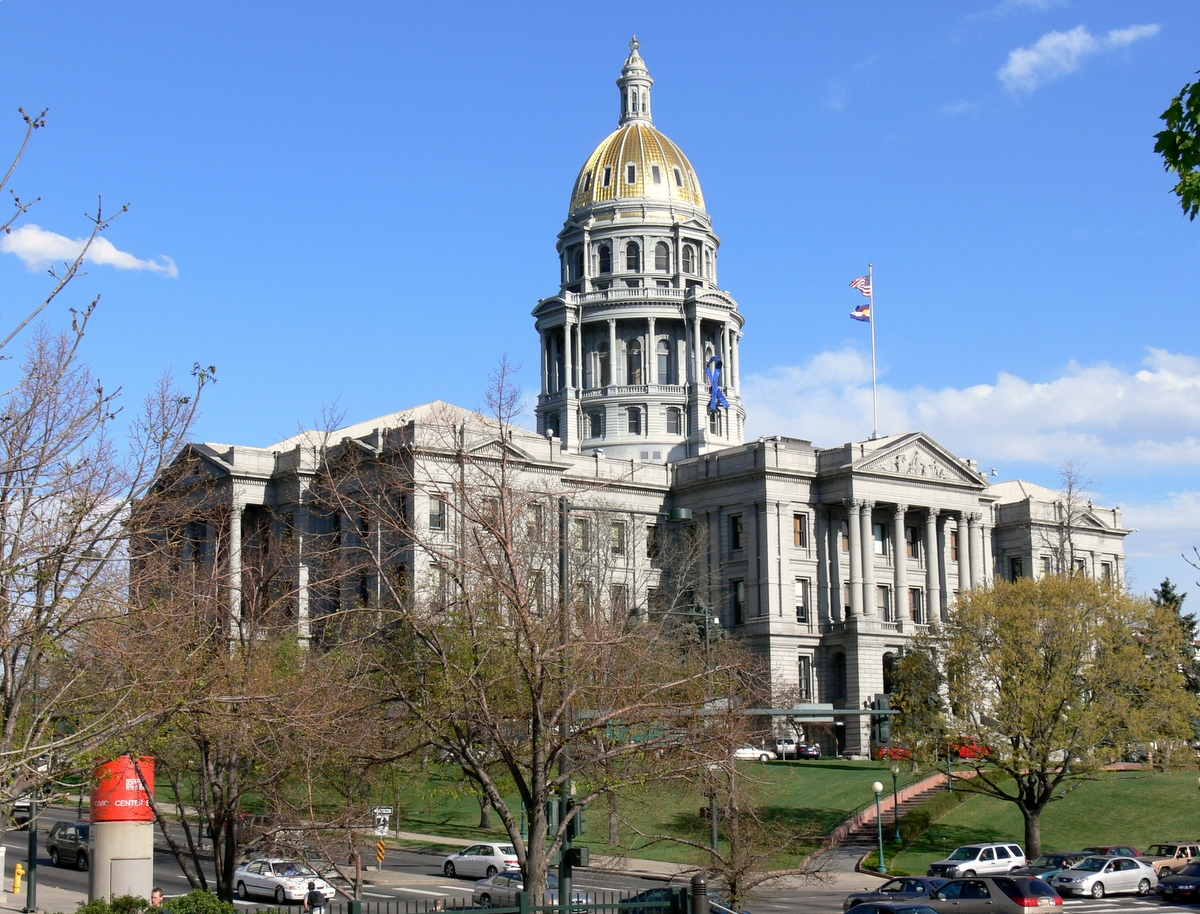
Colorado
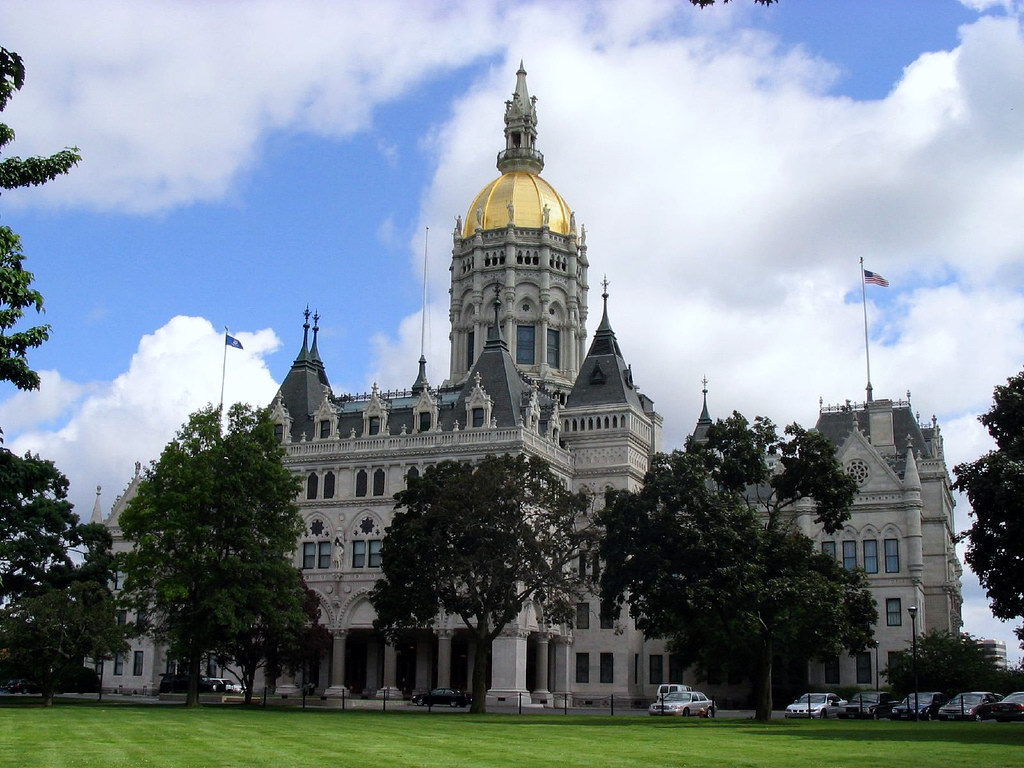
Connecticut
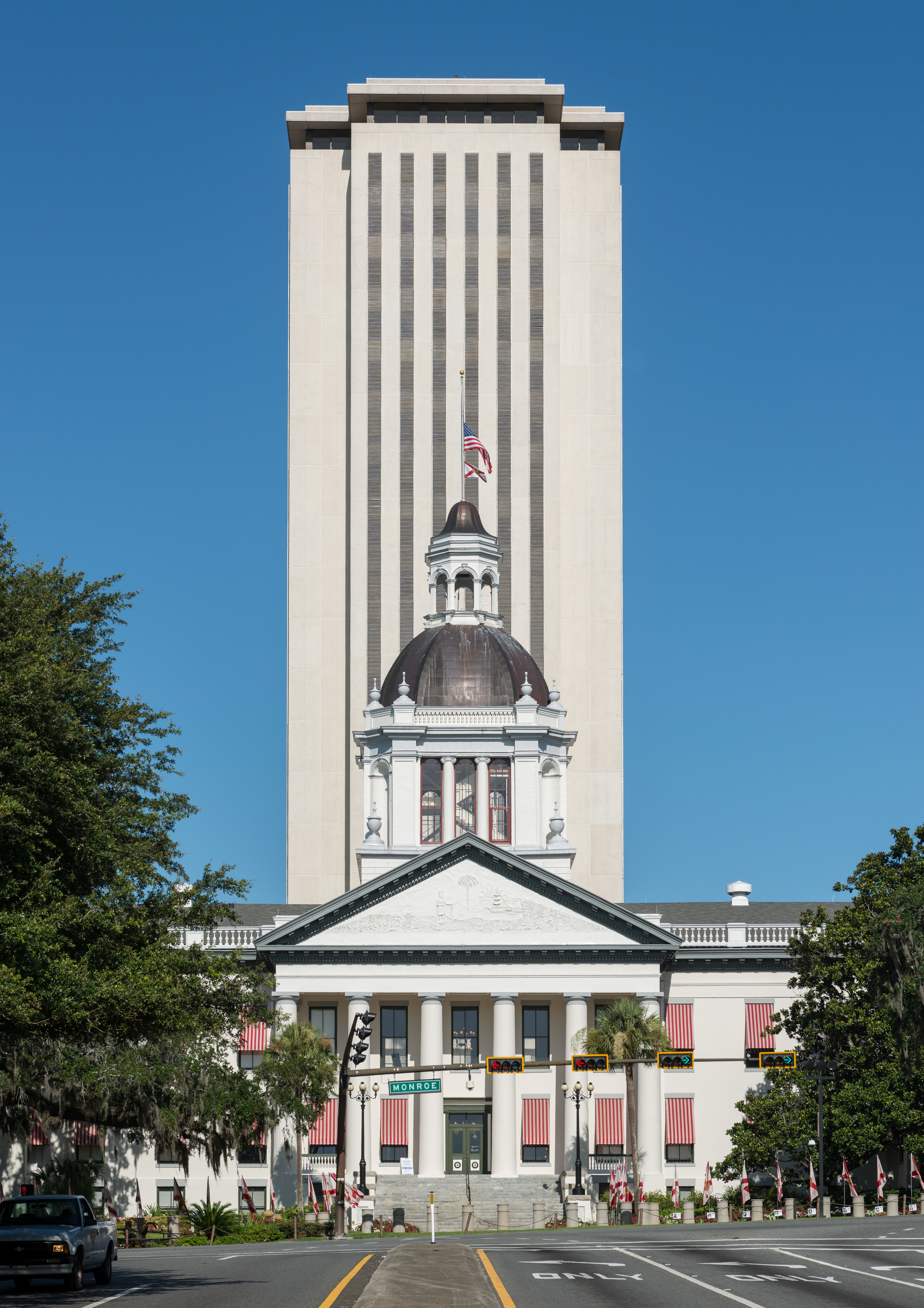
Florida
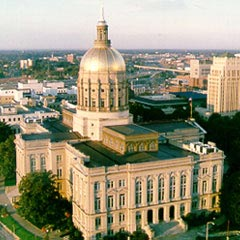
Georgia
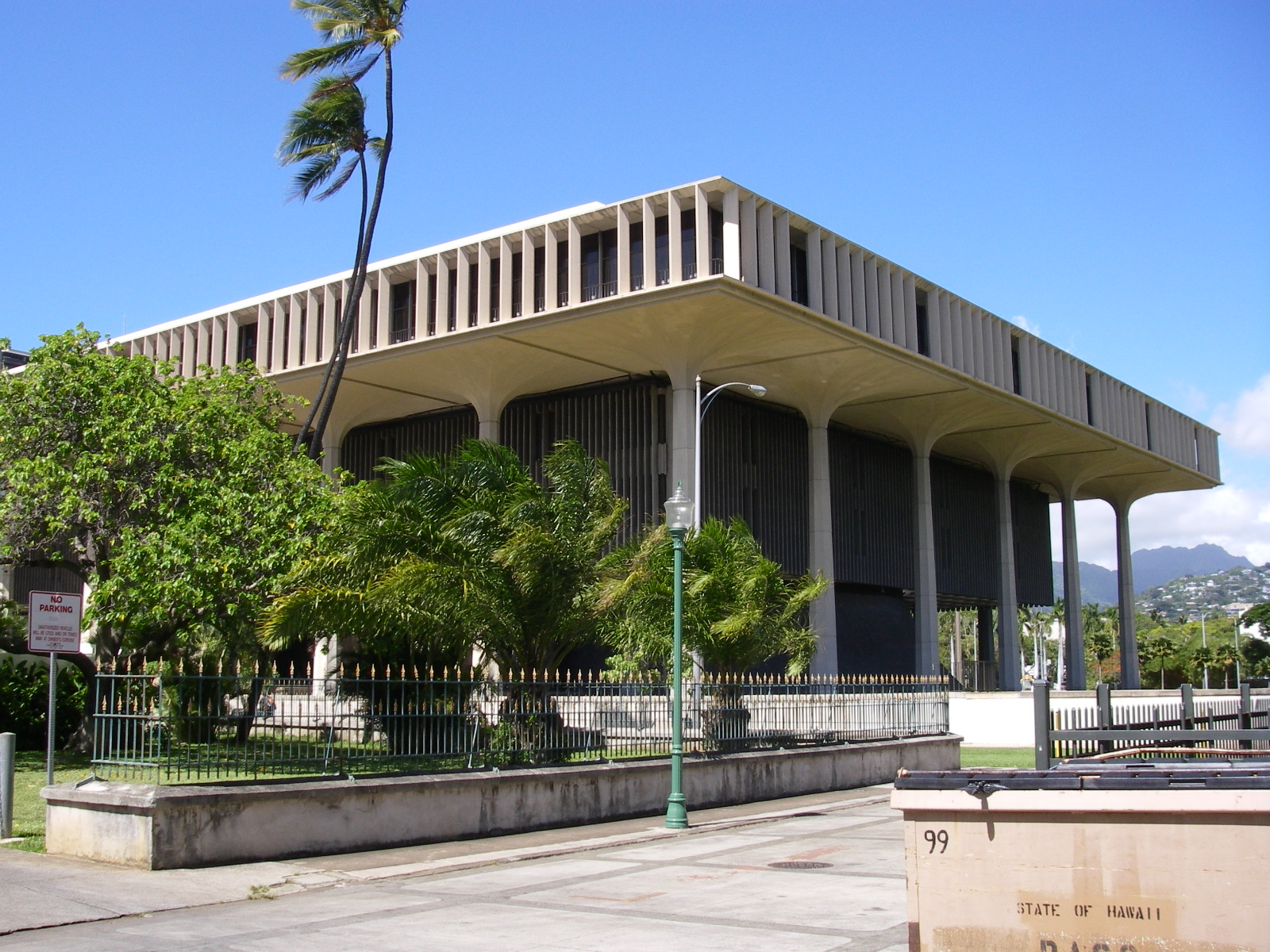
Hawaii
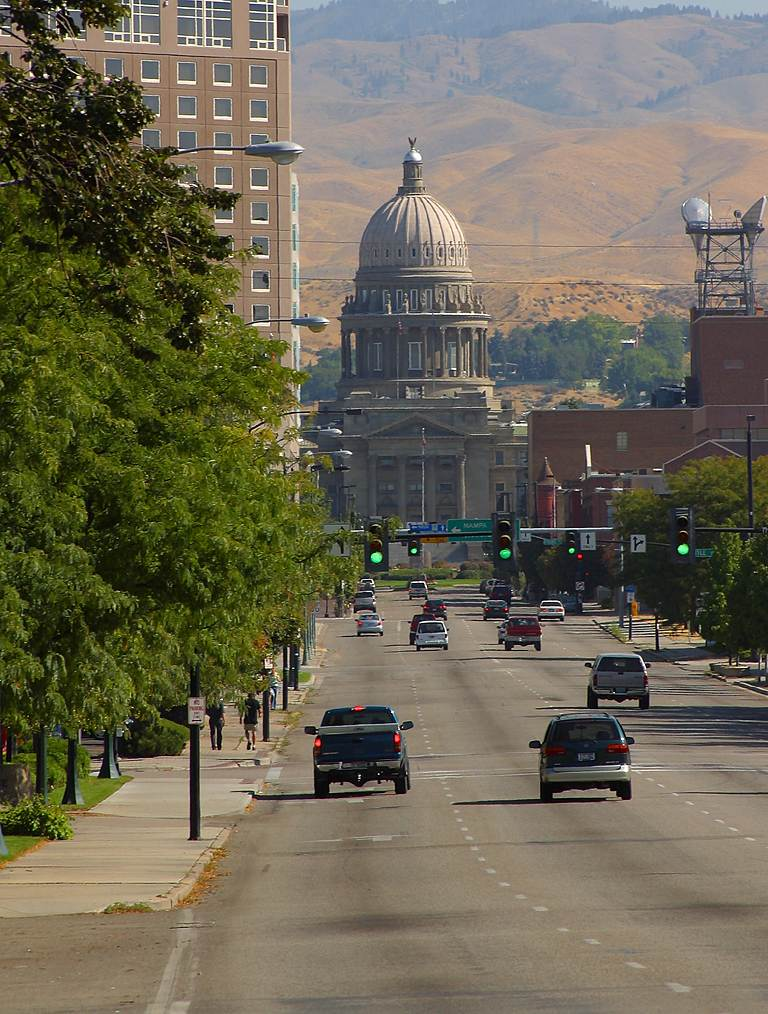
Idaho
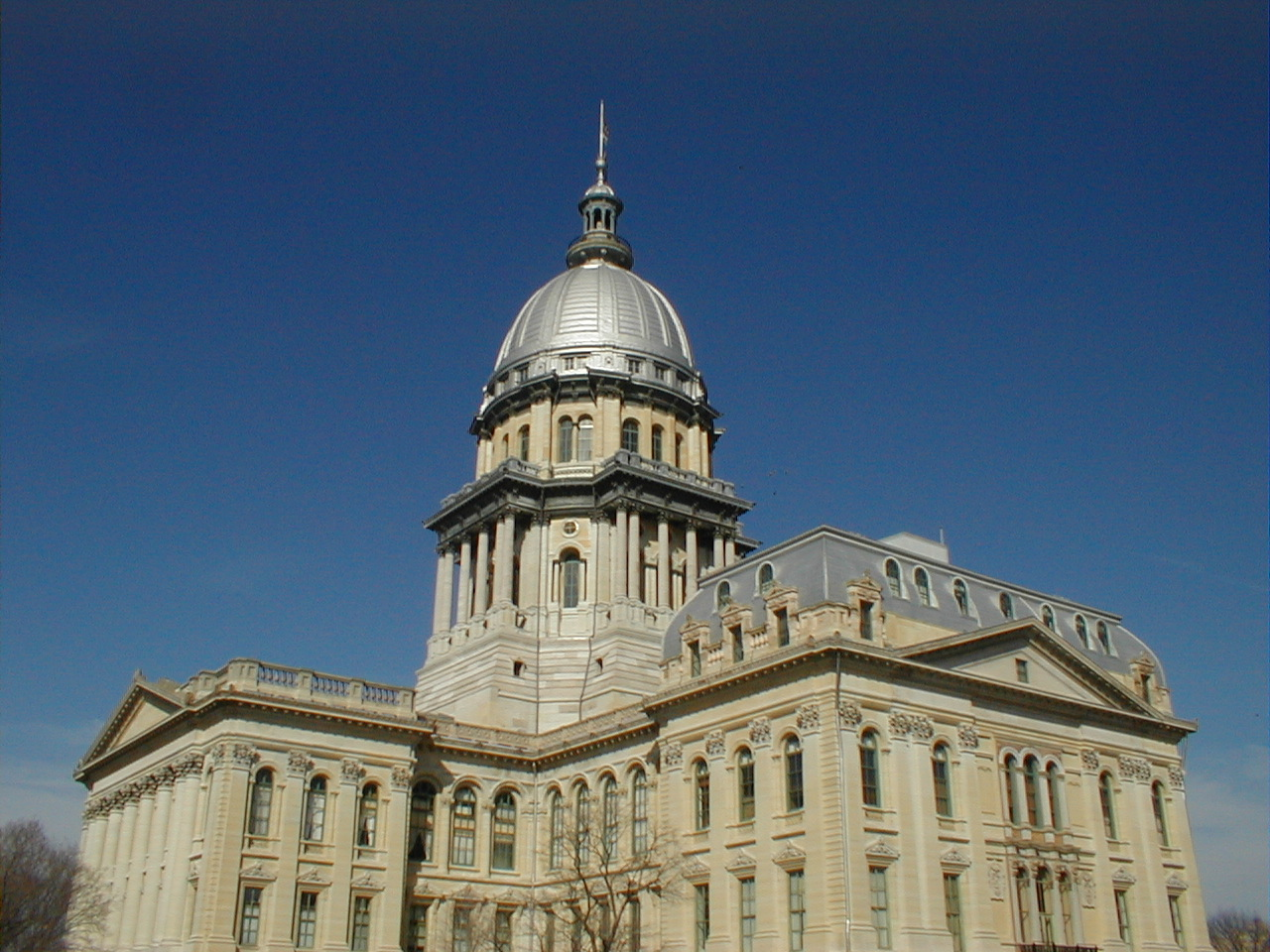
Illinois
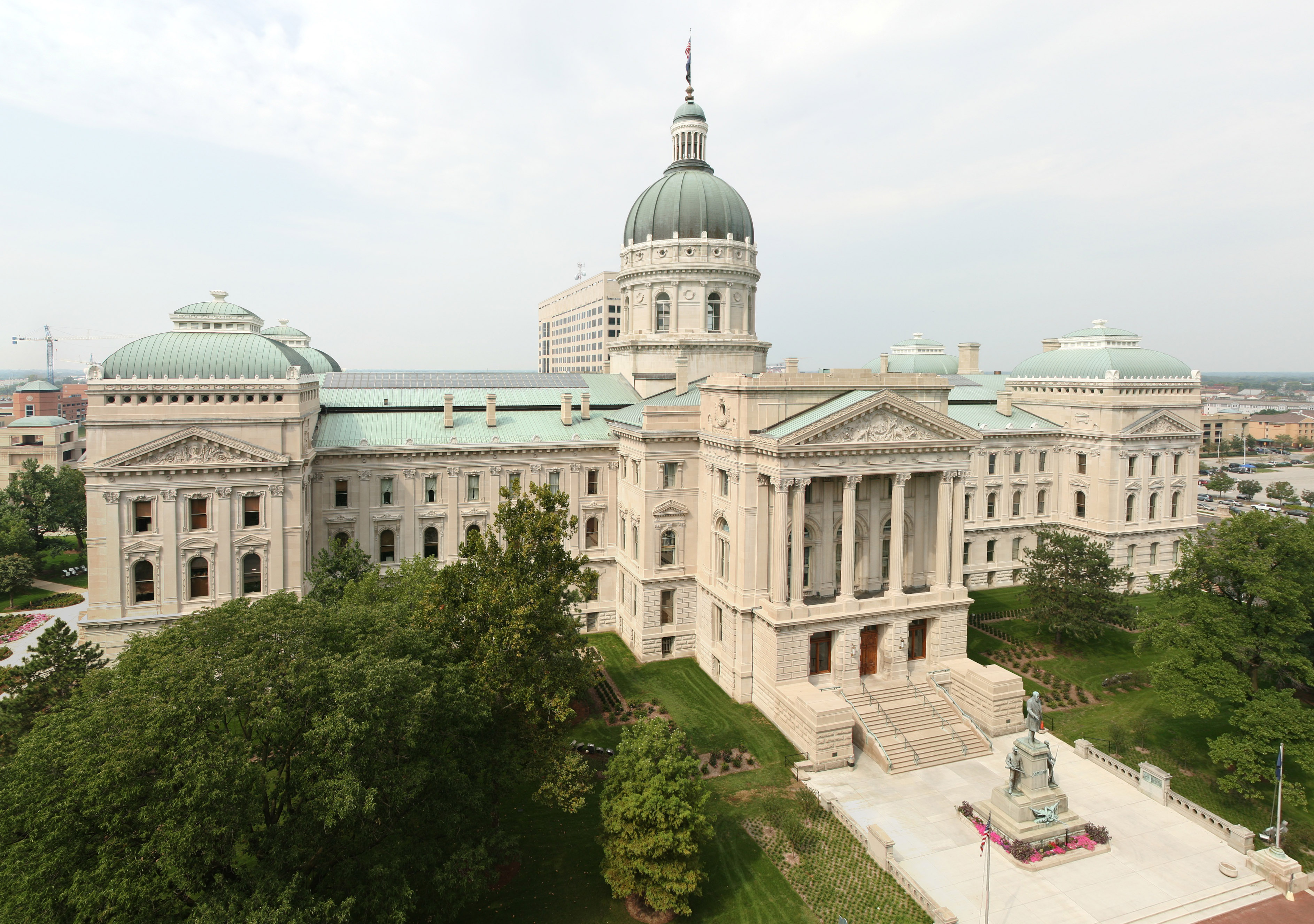
Indiana
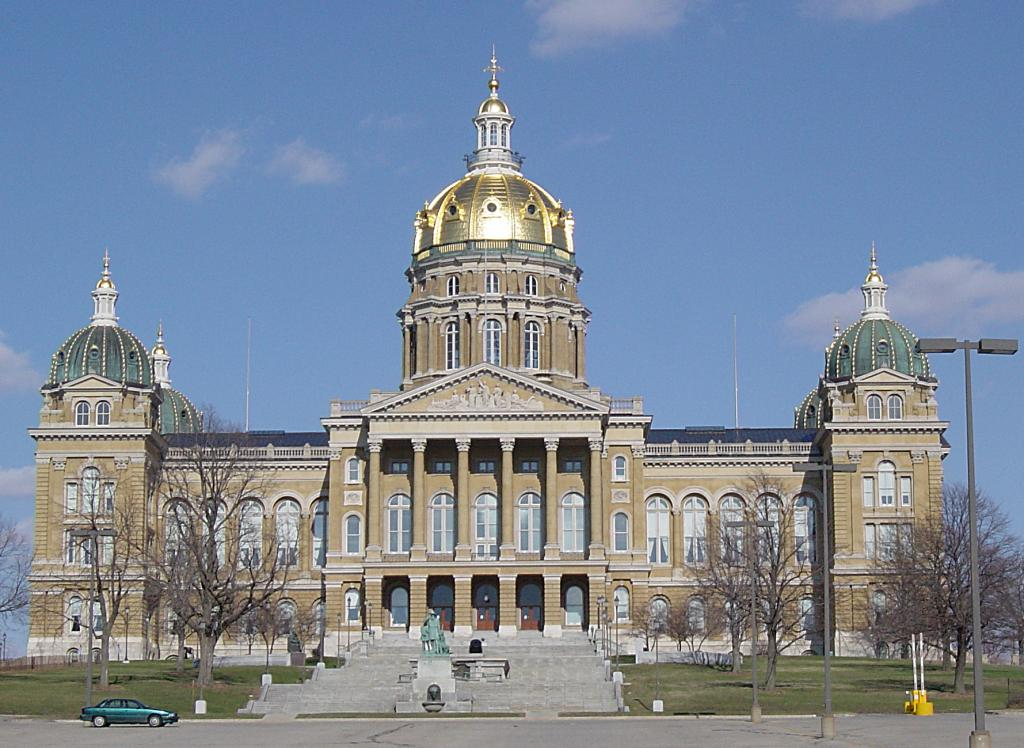
Iowa
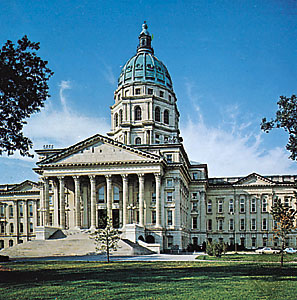
Kansas
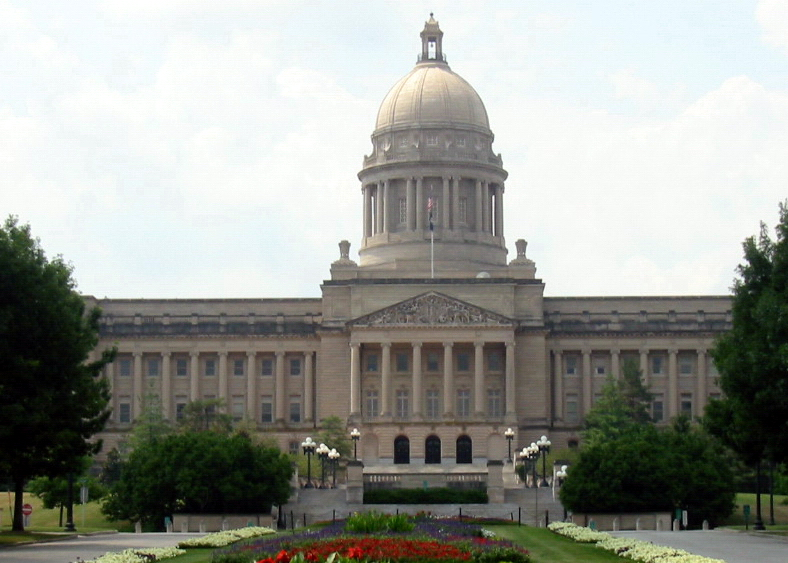
Kentucky
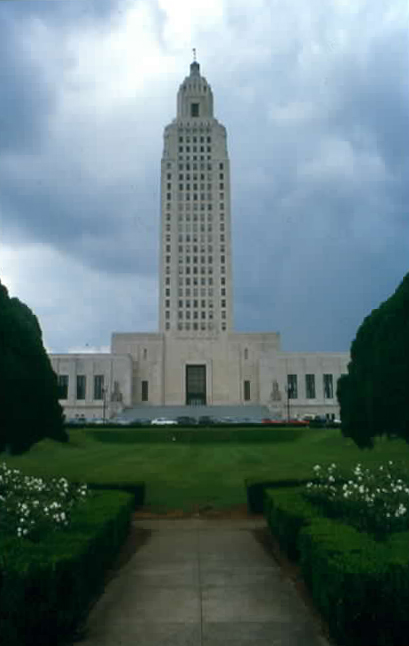
Louisiana
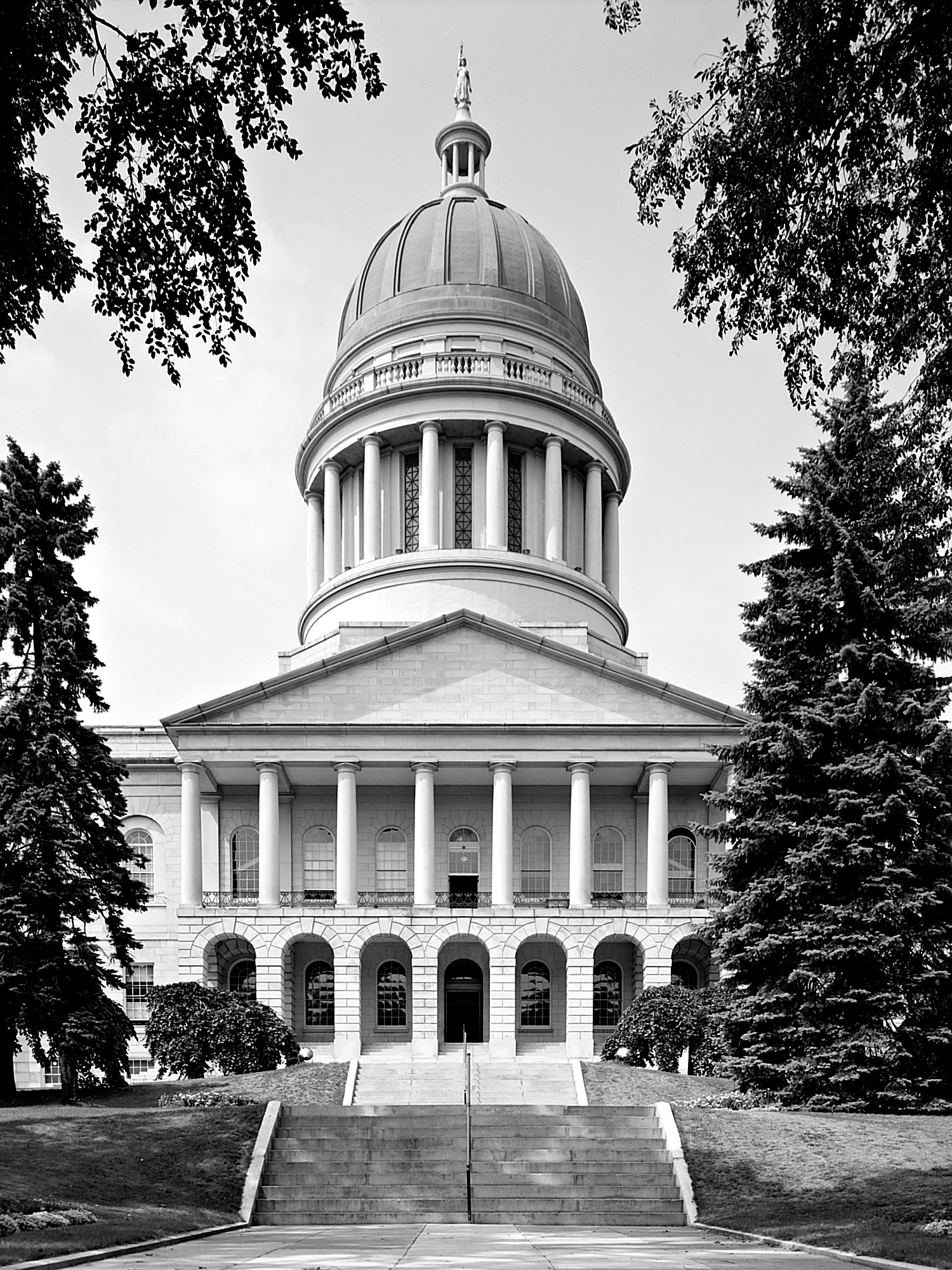
Maine
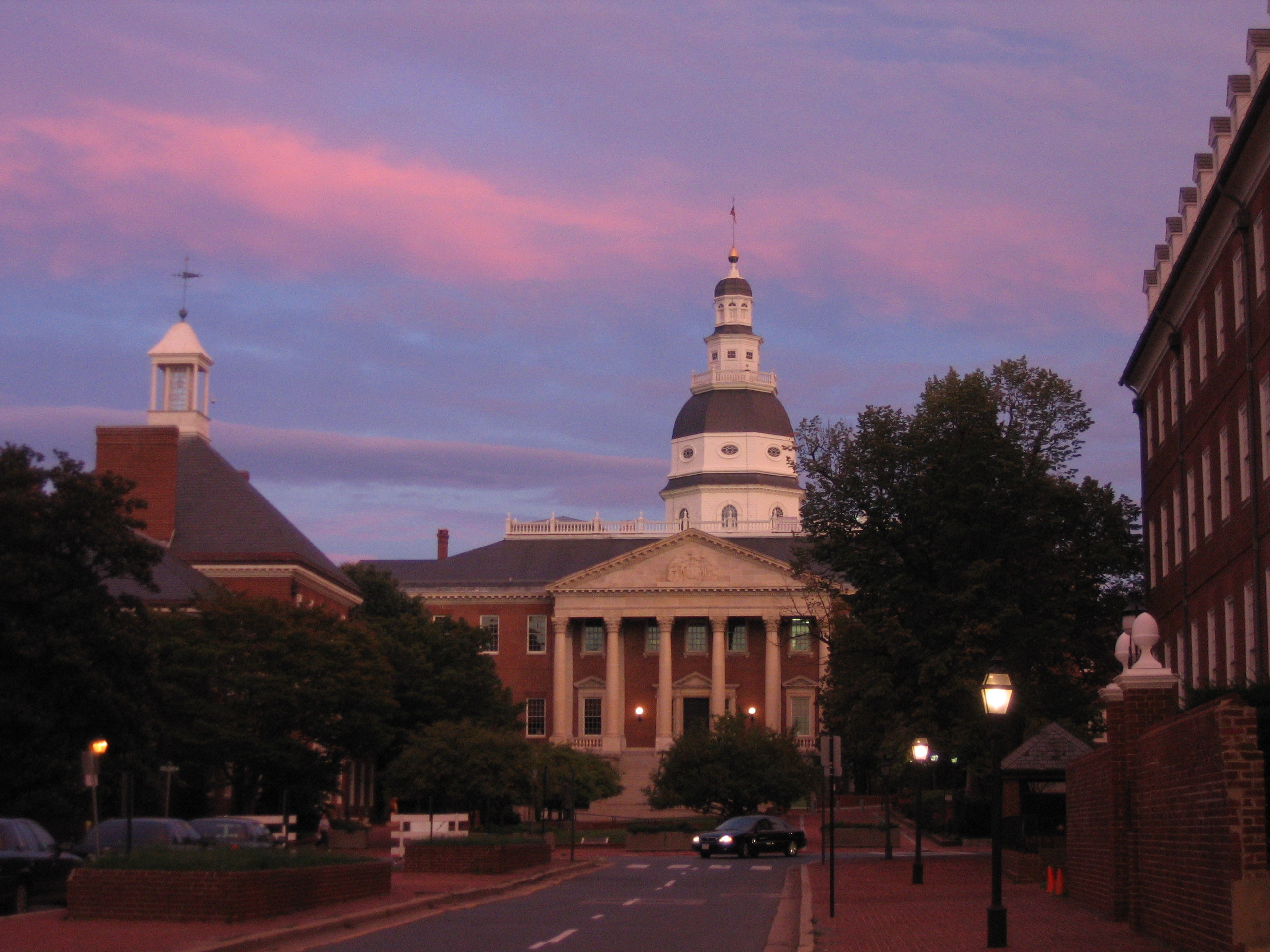
Maryland
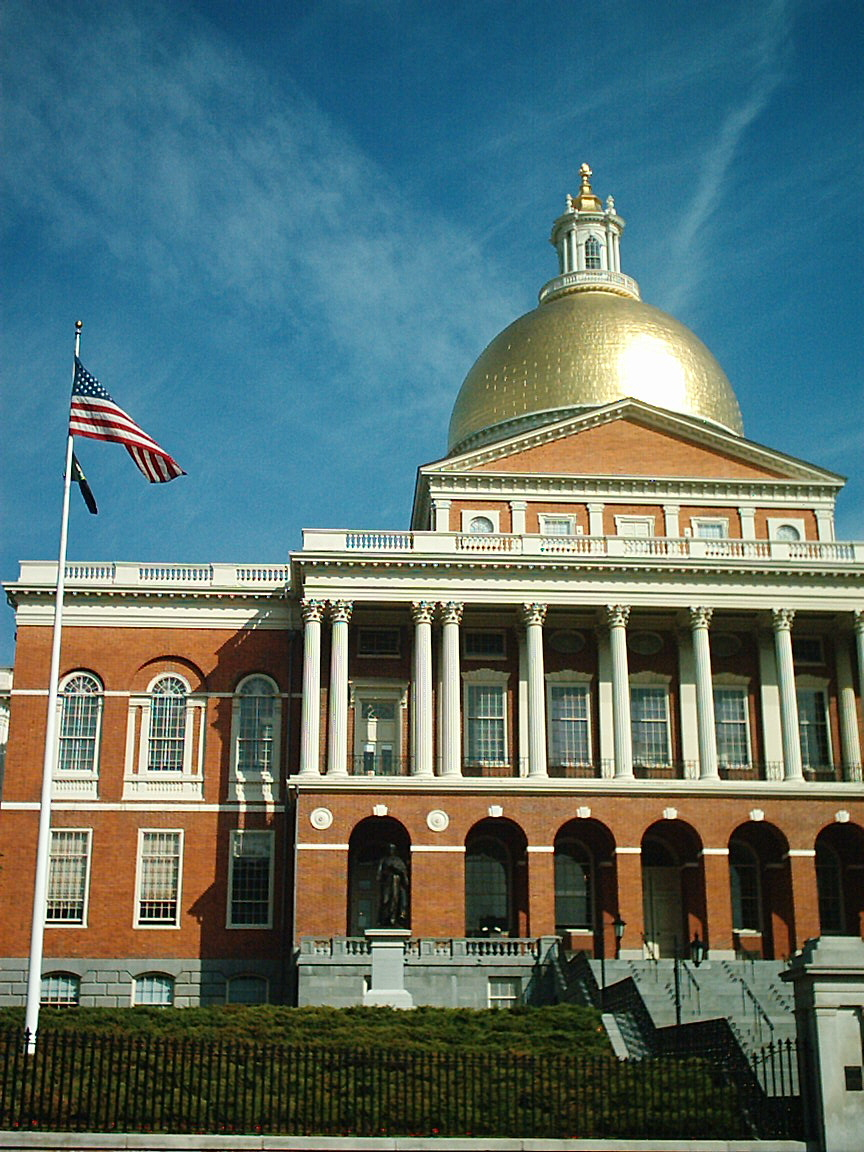
Massachusetts
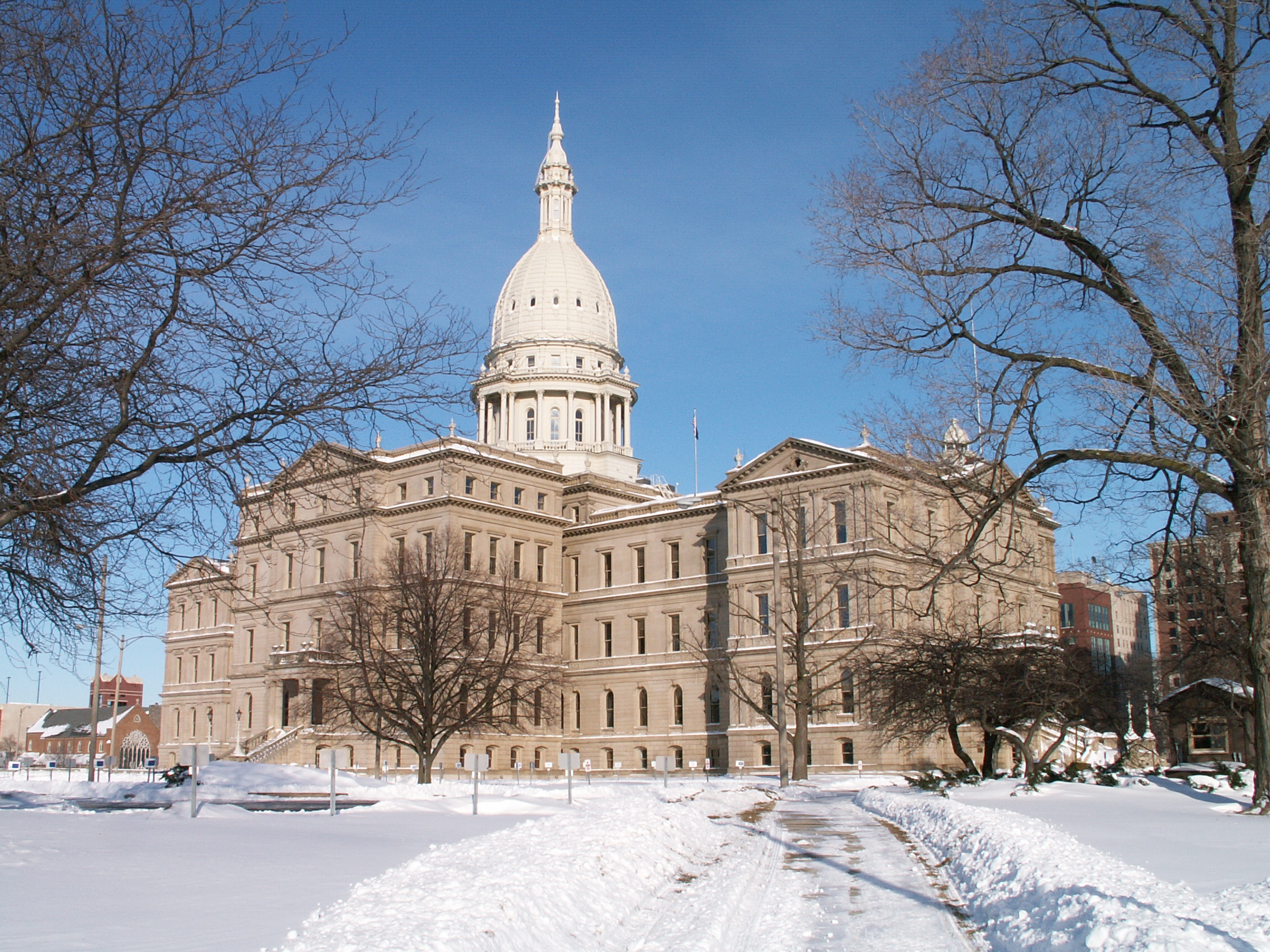
Michigan
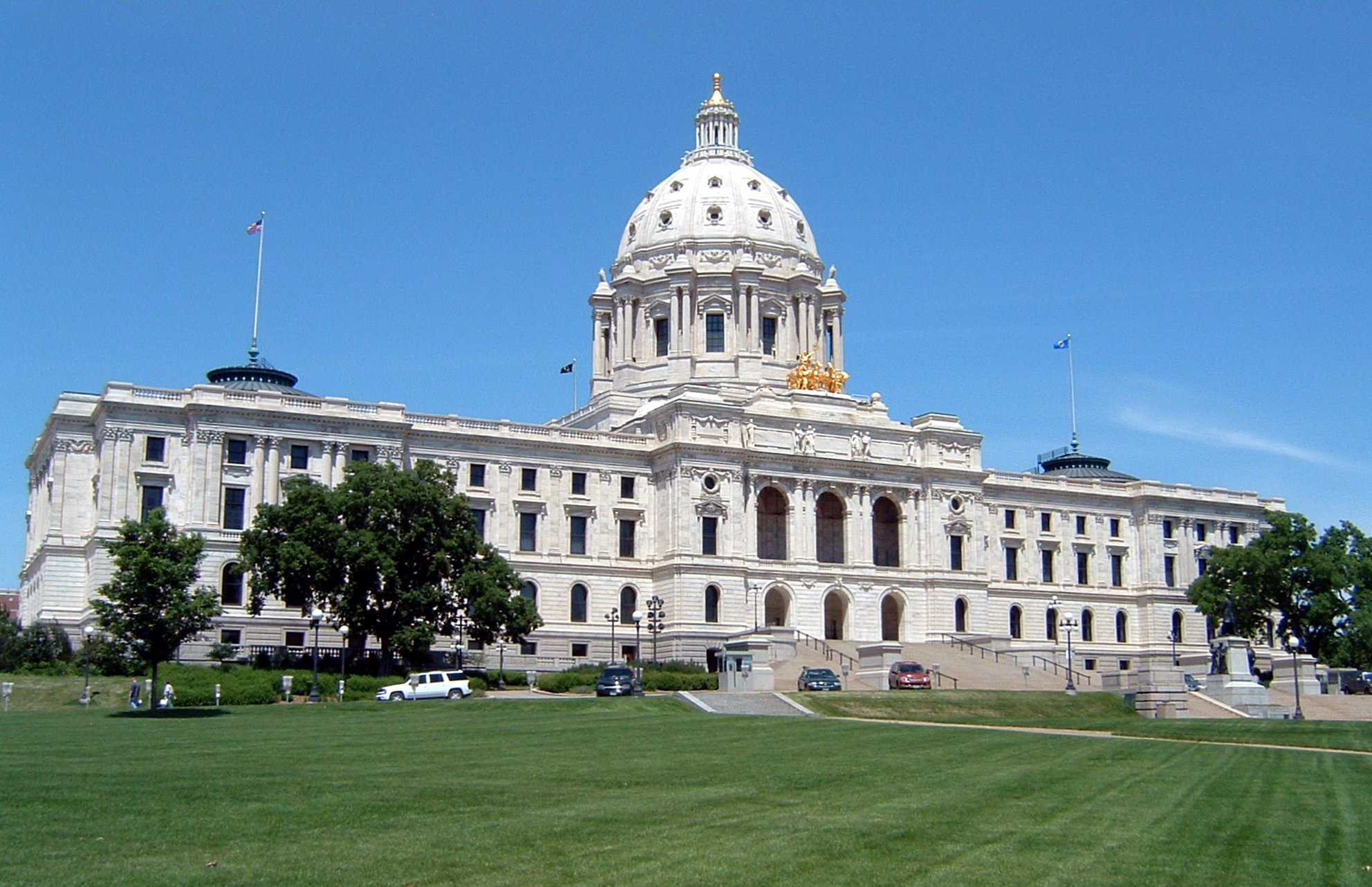
Minnesota
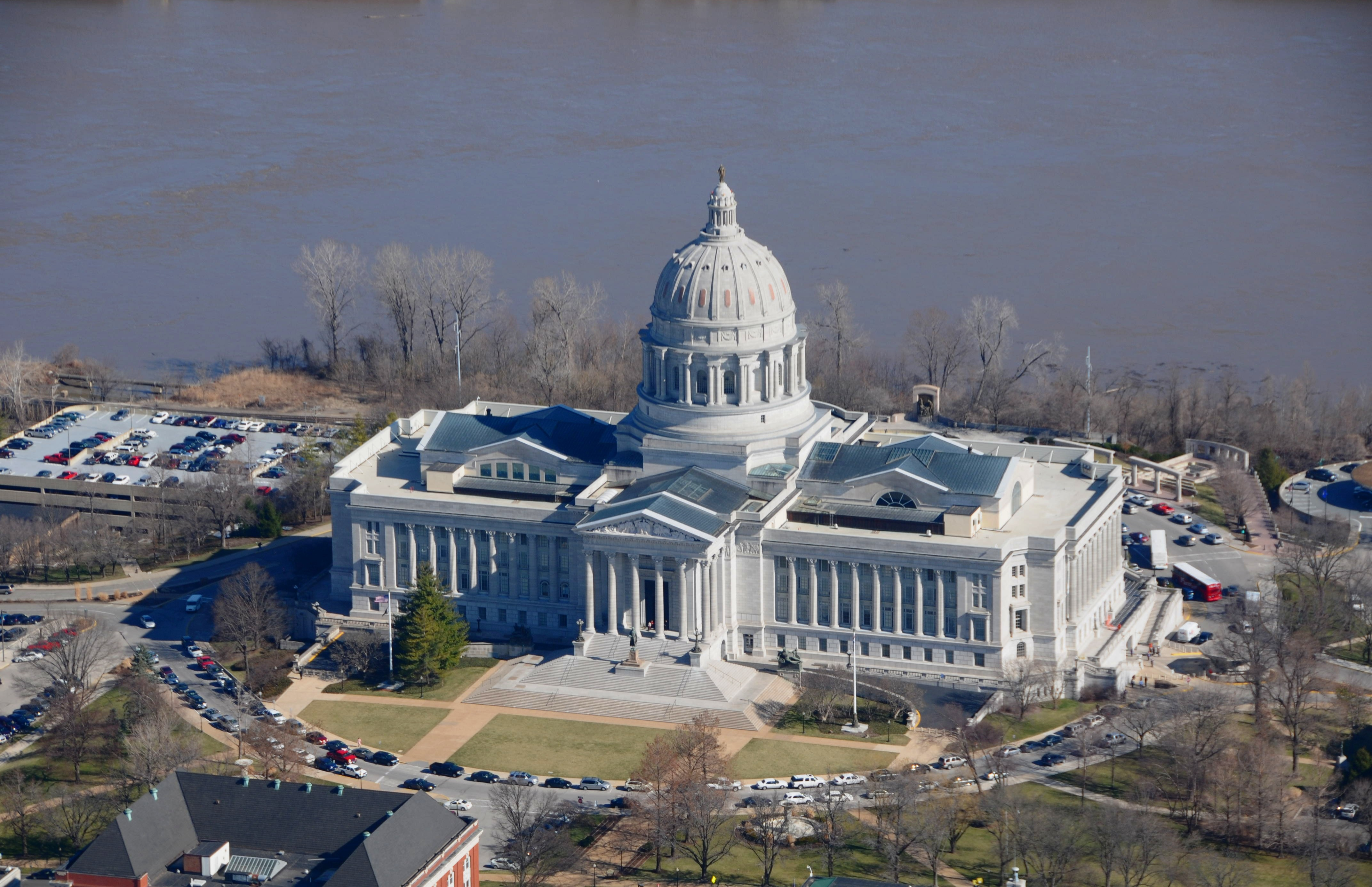
Missouri
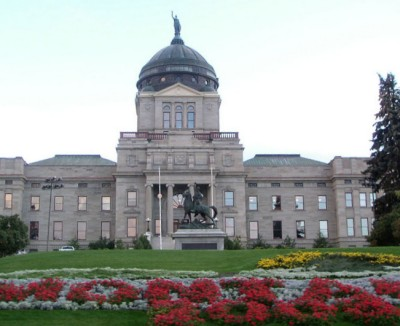
Montana
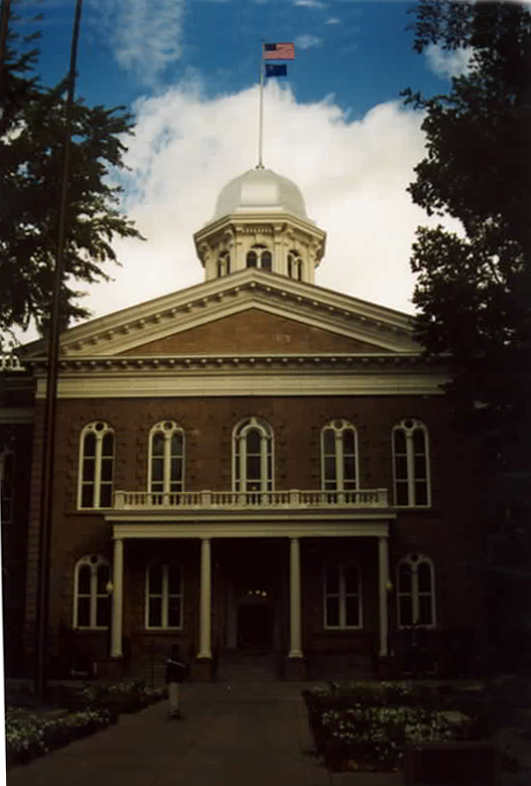
Nevada
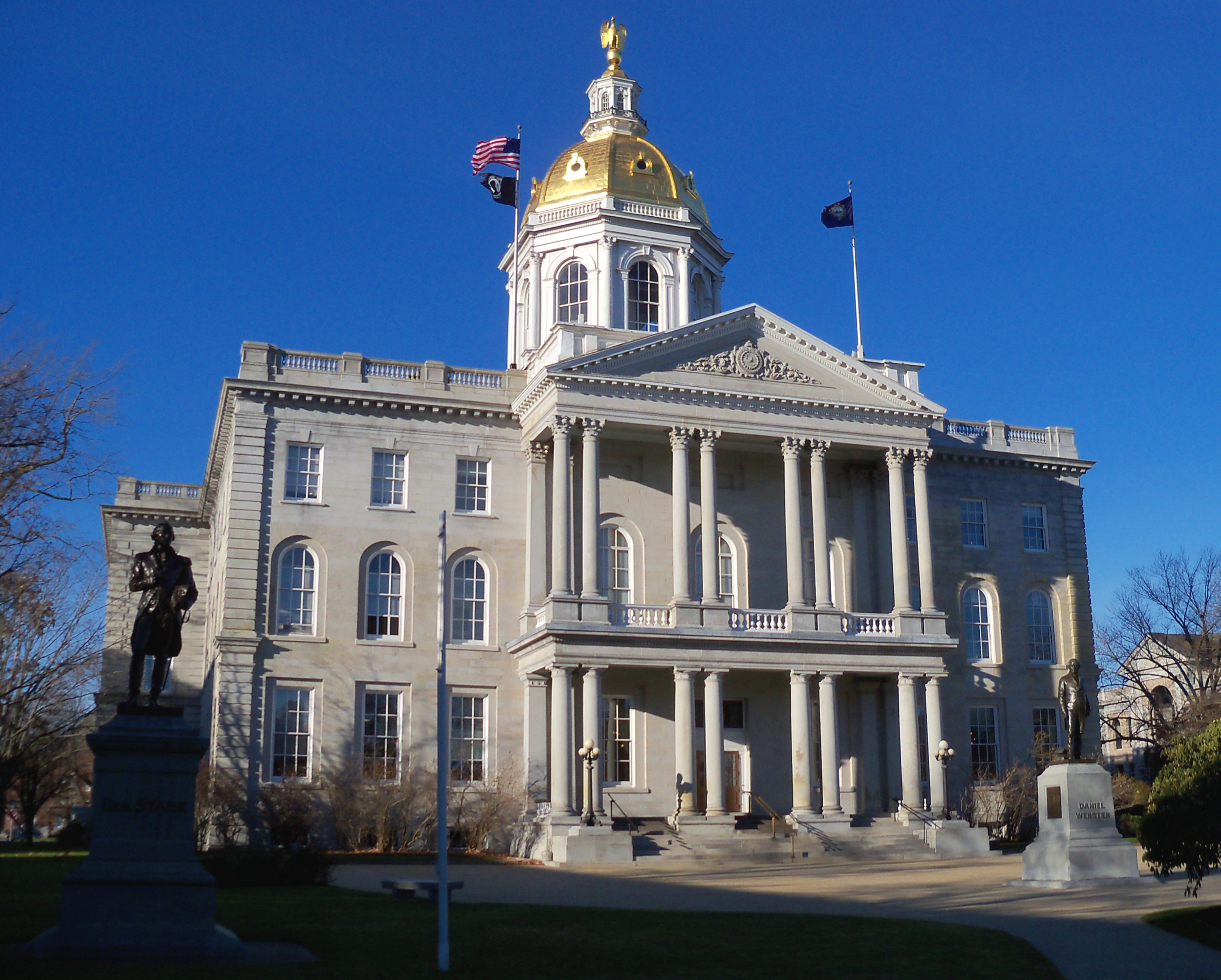
New Hampshire
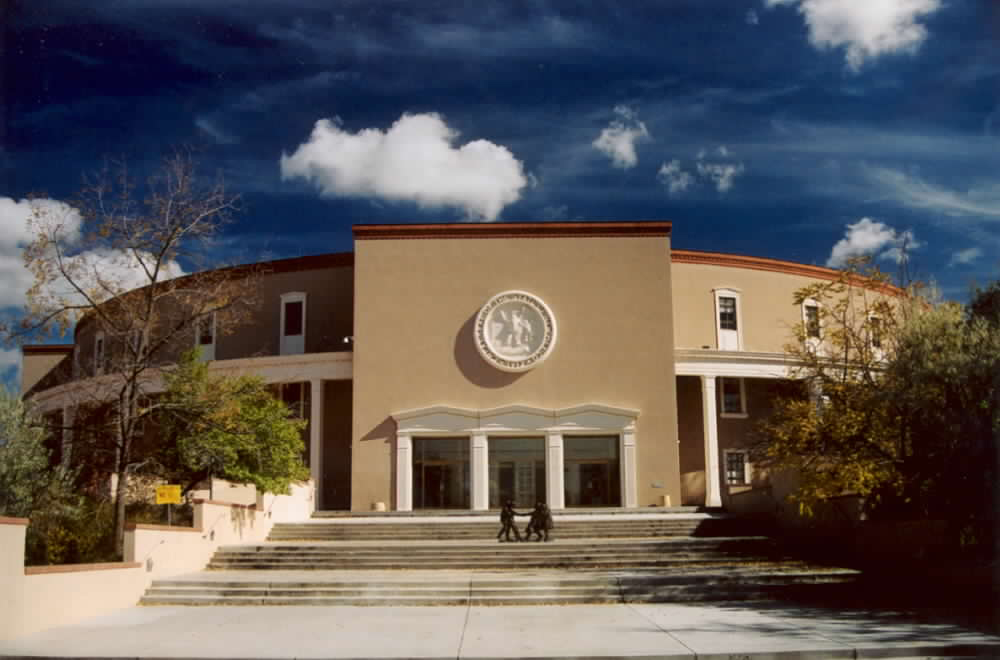
New Mexico
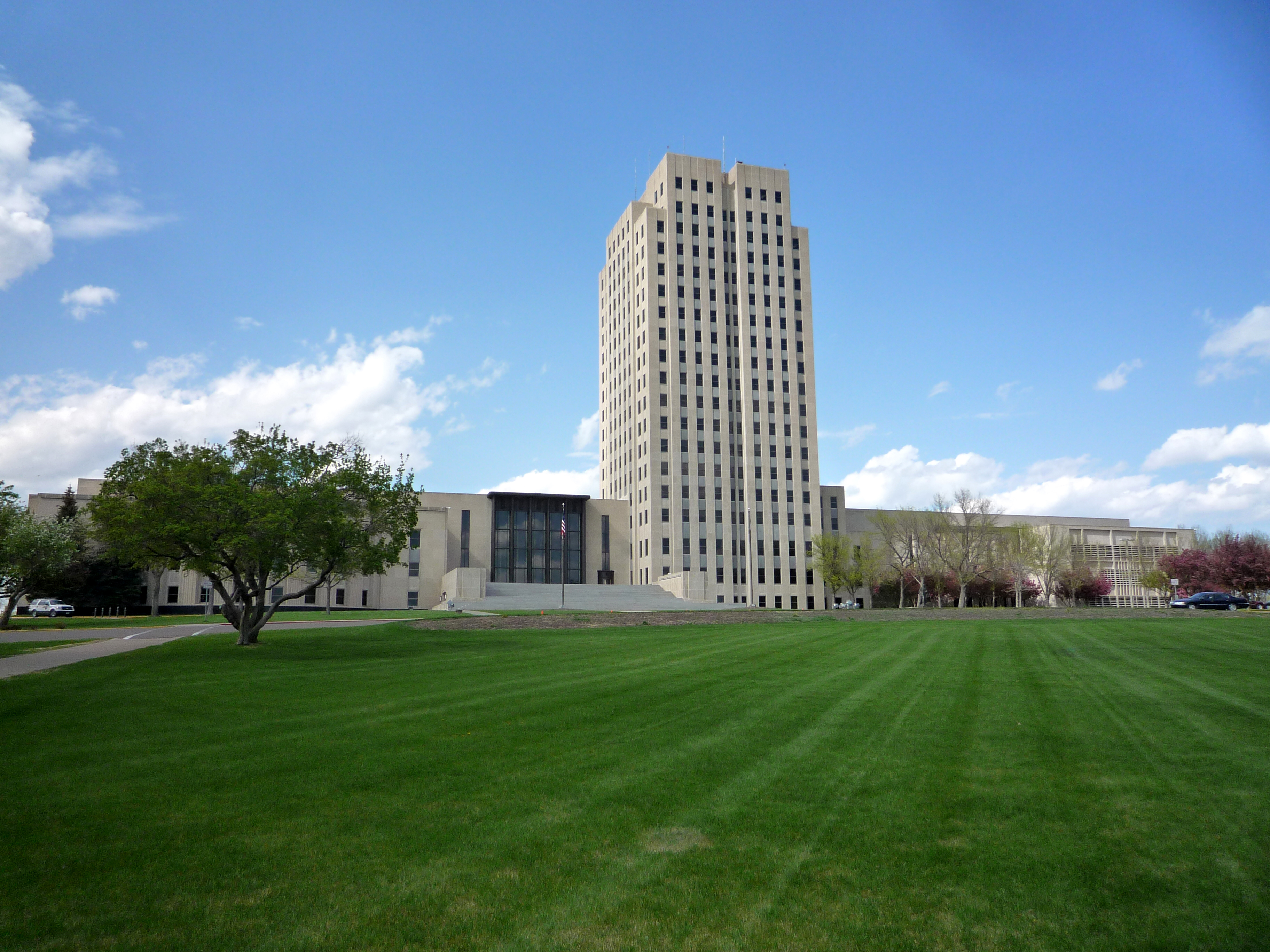
North Dakota
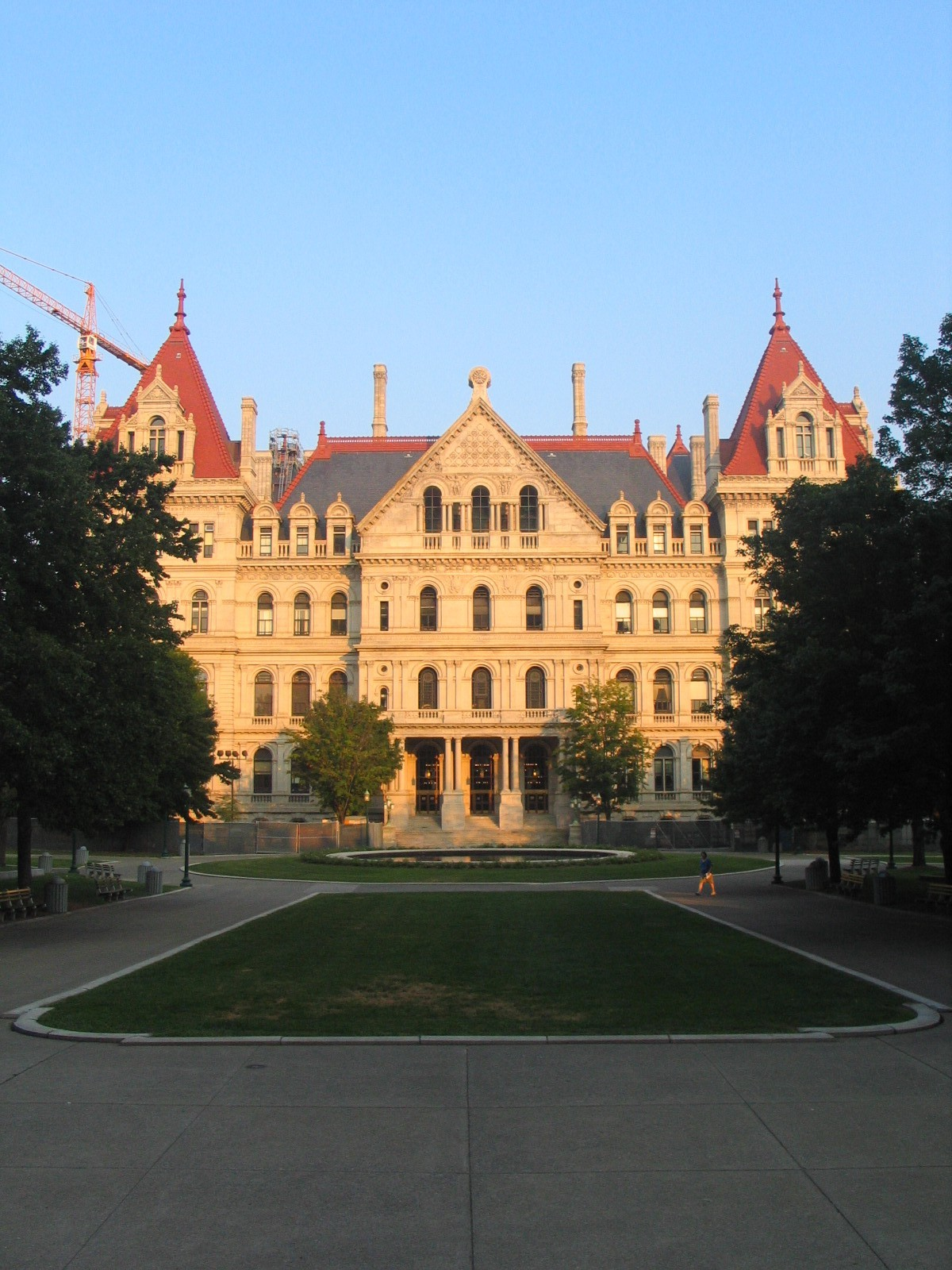
New York
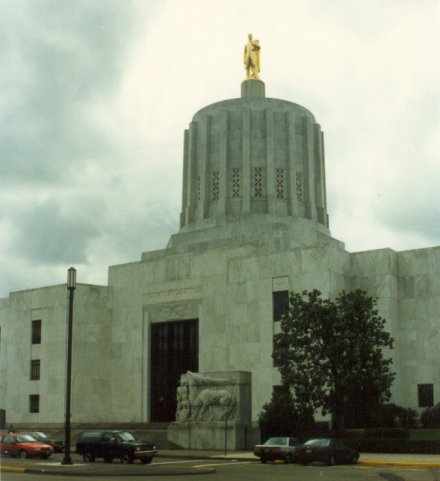
Oregon
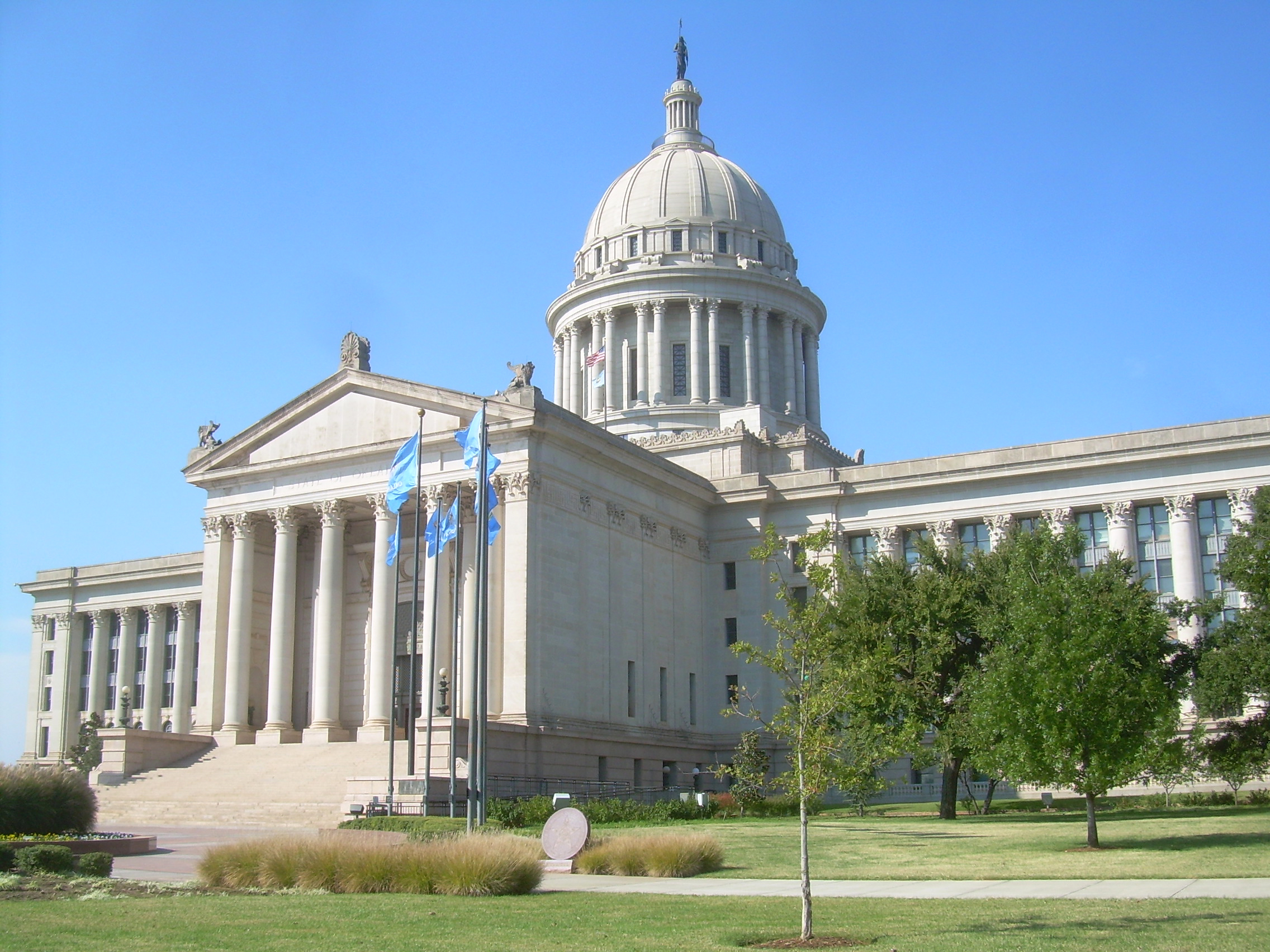
Oklahoma
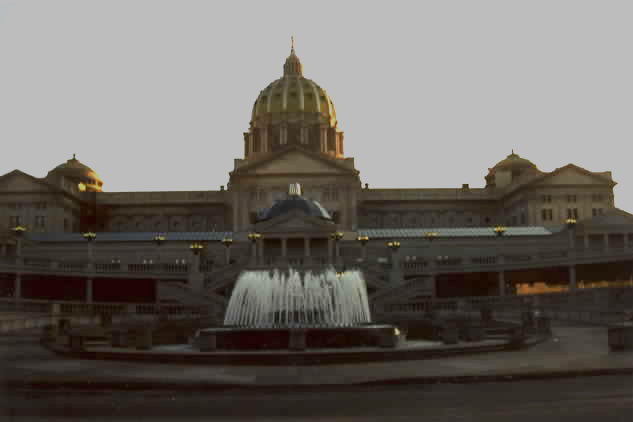
Pennsylvania
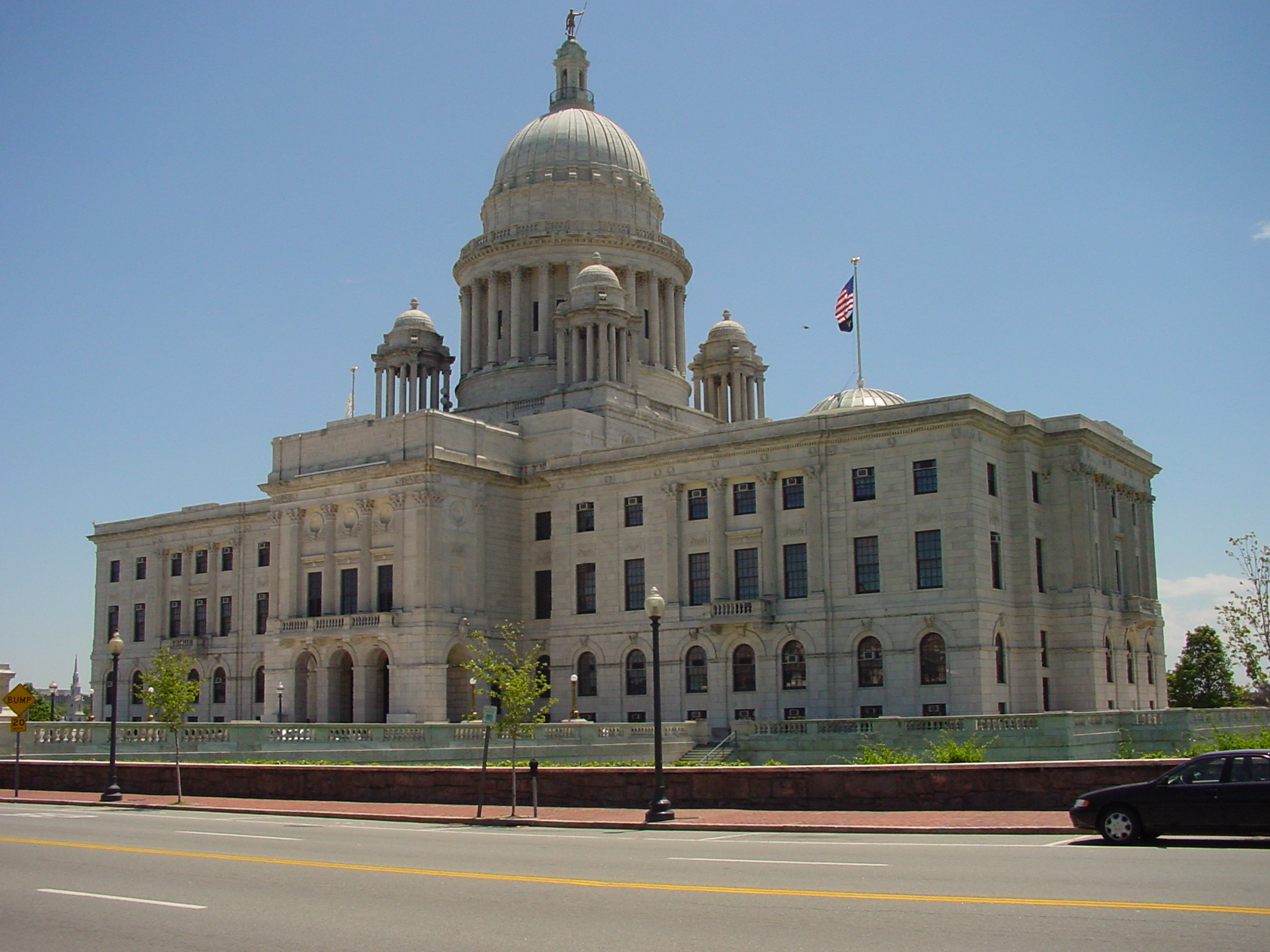
Rhode Island
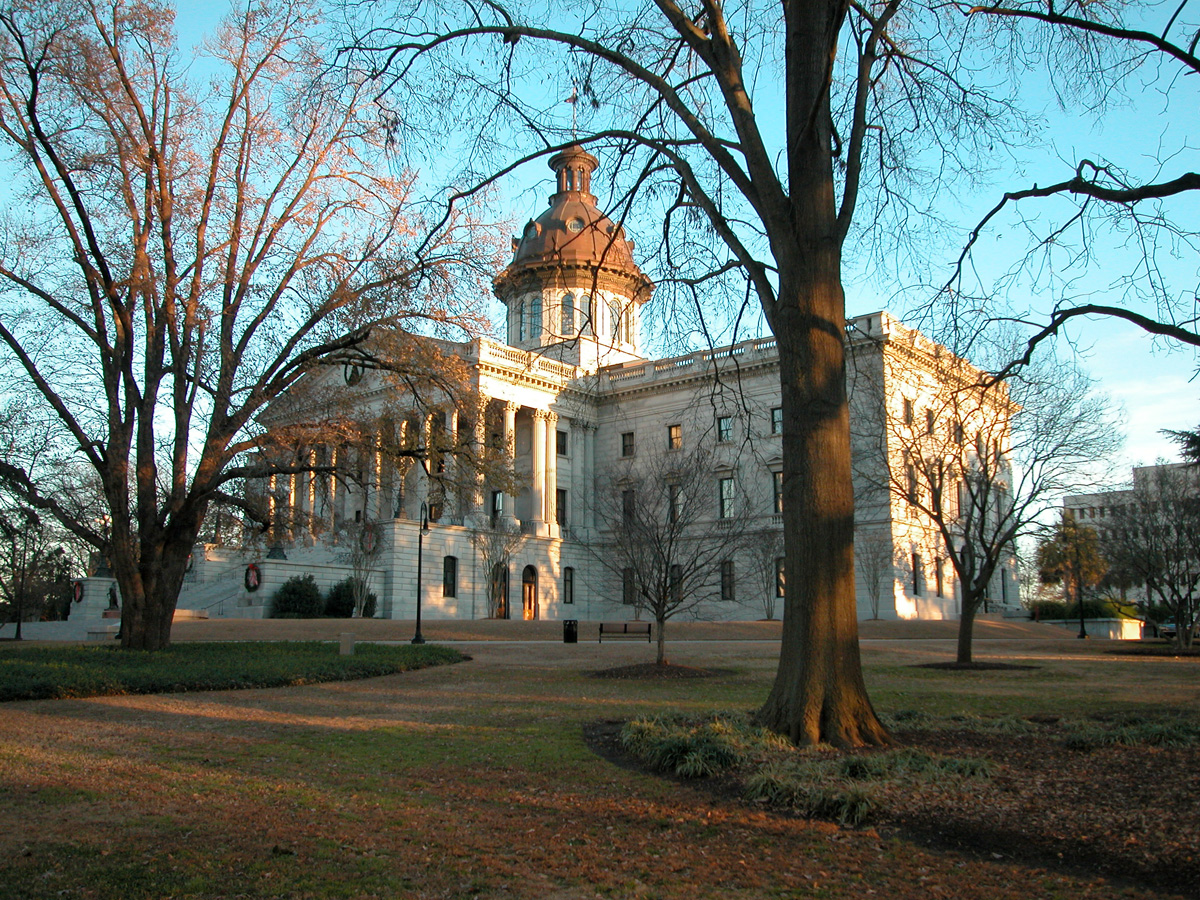
South Carolina
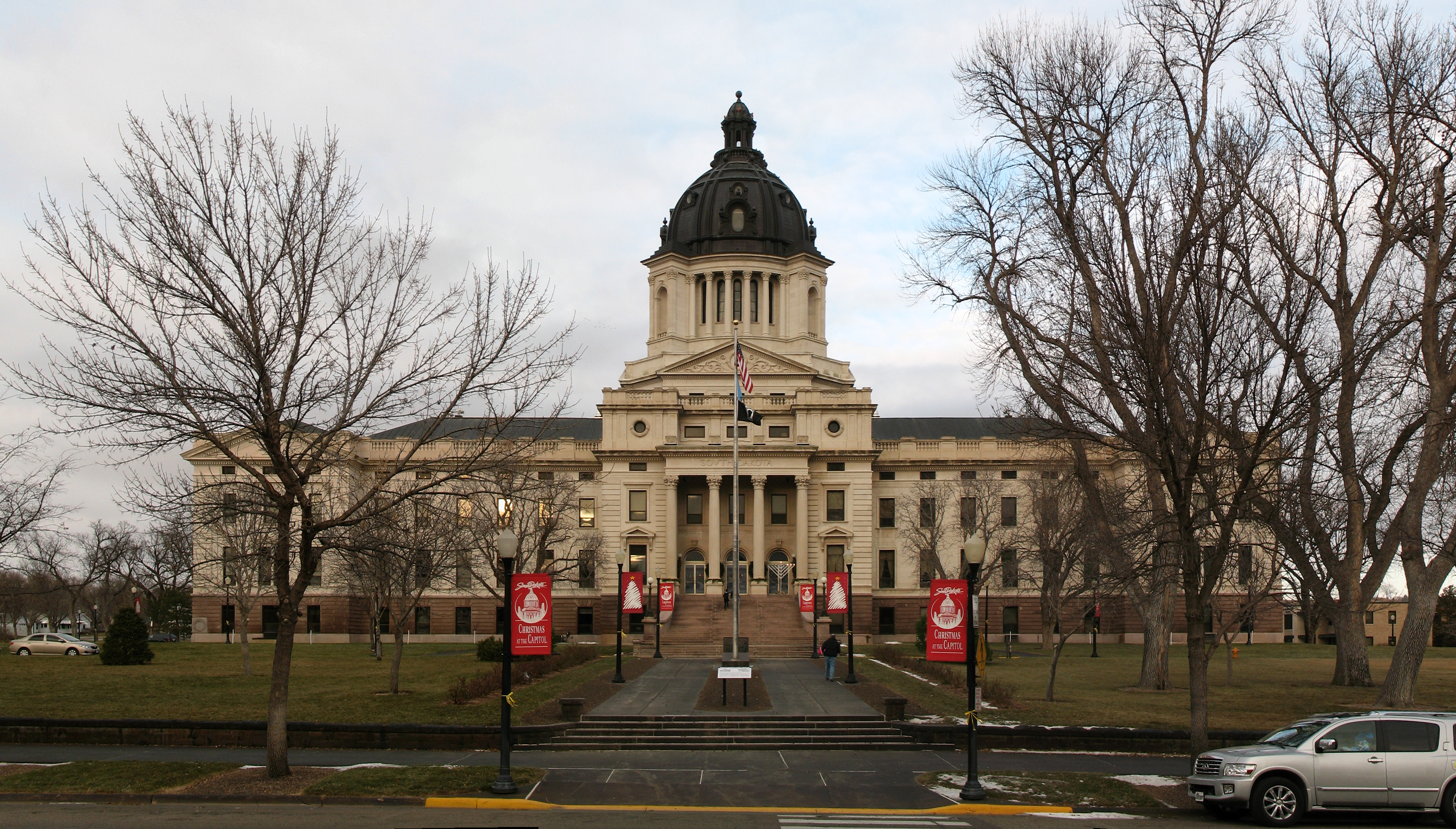
South Dakota
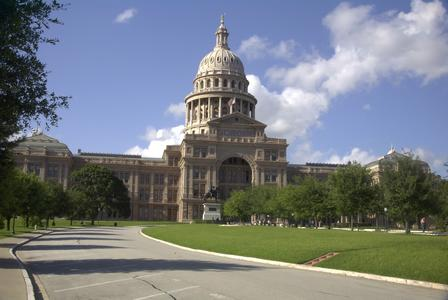
Texas
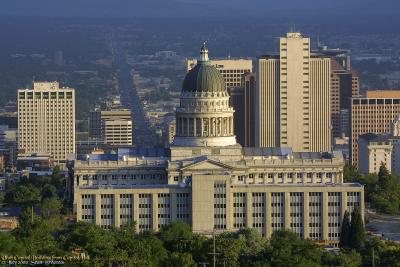
Utah
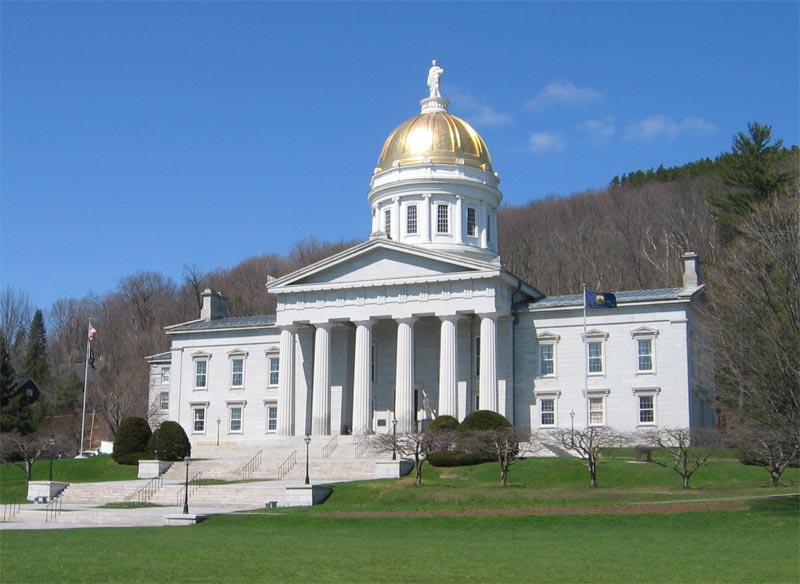
Vermont
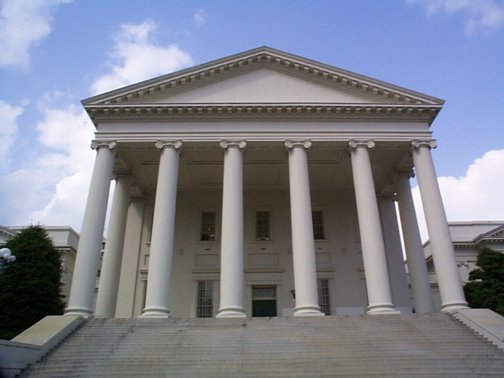
Virginia
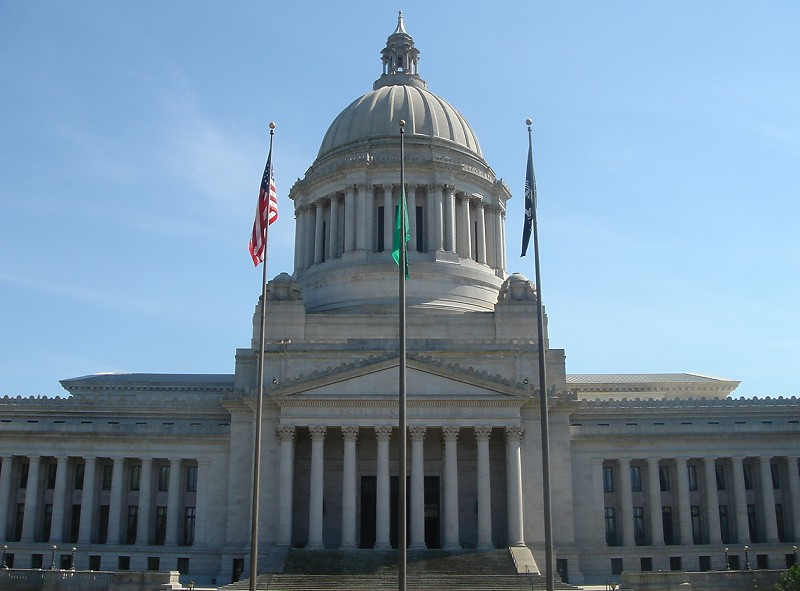
Washington
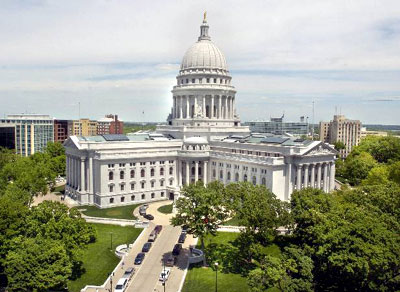
Wisconsin
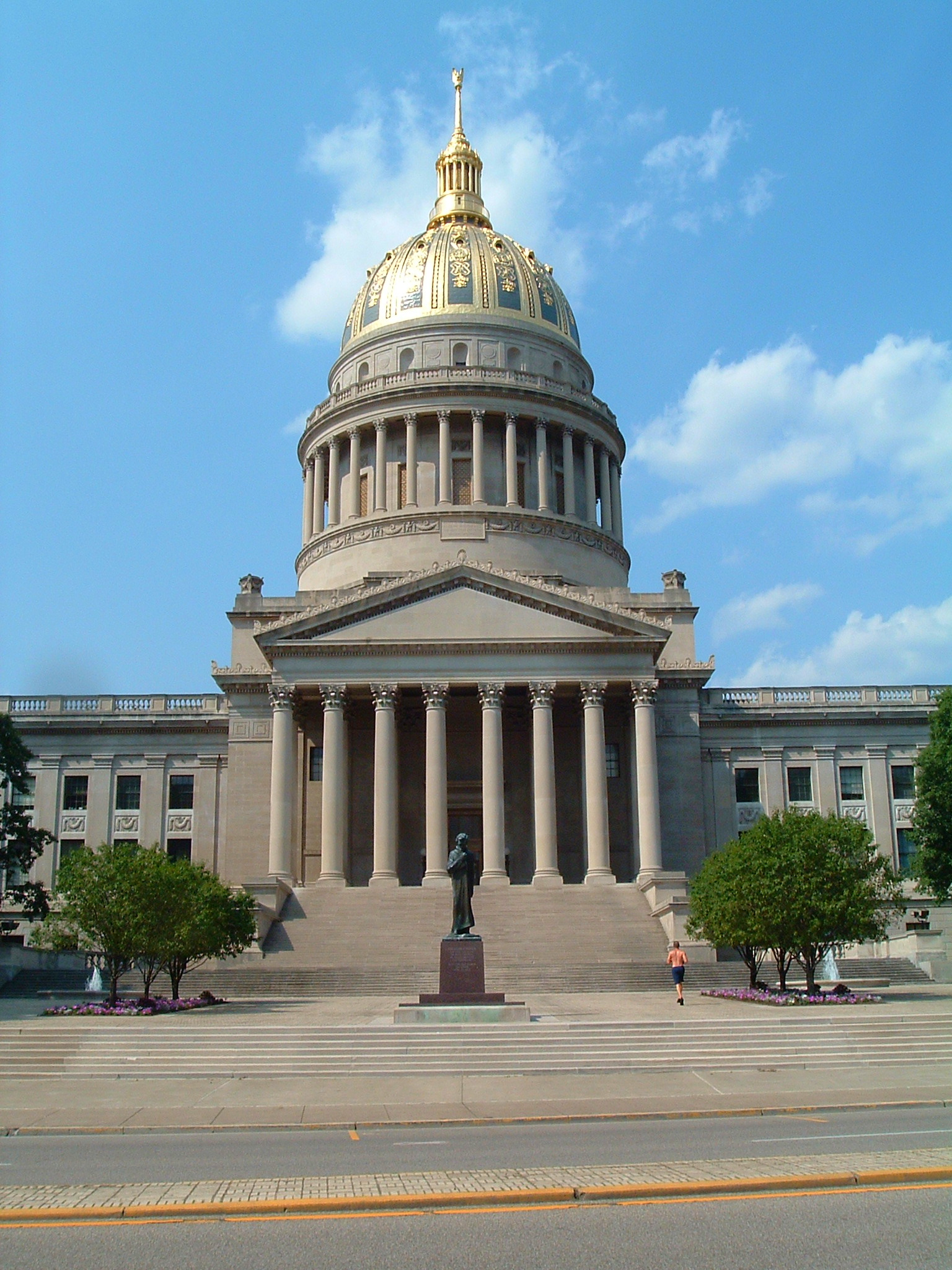
West Virginia